# Stormen på Børsen
Stormen på Børsen var et voldeligt angreb på Børsen i København den 11. februar 1918. Angrebet var organiseret af arbejdsløse syndikalister.
Stormen fandt sted fastelavnsmandag 1918 og udgik fra to møder i Folkets Hus på Jagtvej 69 (det senere ungdomshus) og Arbejdernes Forsamlingsbygning i Rømersgade (i dag Arbejdermuseet). Kun lederne vidste, hvor demonstrationsoptoget var på vej hen, og for at narre politiet lod de sive ud, at målet var Flæskehallen, som skulle plyndres. I spidsen for demonstrationen stod syndikalisterne Andreas Fritzner, Poul Gissemann og Alfred Mogensen, og den endte med en spontan storm på Børsen. Deltagerne var bevæbnet med køller, og de vandrede ind på Børsen og slog løs på børsmæglerne. Senere angreb de politiet med murbrokker fra byggepladsen til det tredje Christiansborg.
Angrebet var organiseret af bl.a.:
- Andreas Fritzner,[3] anarkist og senere kommunist. Medlem af såvel den syndikalistiske organisation Fagoppositionens Sammenslutning som Ungsocialistisk Forbund (USF), en overvejende anarkosyndikalistisk ungdomsorganisation, som udgav bladet Den Røde Krig og var tæt knyttet til Fagoppositionens Sammenslutning[4]
- Poul Gissemann fra den syndikalistiske organisation Fagoppositionens Sammenslutning
- Jørgen Mortensen fra Ungsocialistisk Forbund
- redaktør Christian Christensen fra Fagoppositionens Sammenslutning, en revolutionær syndikalistisk fagopposition, der i 1921 blev splittet: Flertallet indgik i et forbund med DKP, mens mindretallet organiserede sig i den selvstændige syndikalistiske organisation Syndikalistisk Propaganda Forbund

Hovedmændene blev straffet med bøder på 500 kroner, hvad Andreas Fritzner kaldte "en latterlig lille Straf". Fem andre fik straffe fra 120 dages til to års fængsel.

## Baggrund
Baggrunden var den store ulighed i samfundet, som blev forstærket under Første Verdenskrig. Der var høj arbejdsløshed, rationering, bolignød og mangel på brændsel, og de arbejdsløse fik ringe understøttelse. Samtidig kunne spekulanter tjene uhyre summer. Danmark var neutralt og eksporterede bl.a. fødevarer til Tyskland med stor fortjeneste. I løbet af 1918 stod syndikalisterne bag en række arbejdsløshedsdemonstrationer. Den første arbejdsløshedsdemonstration under syndikalistisk ledelse fandt sted den 29. januar 1918 og gik fra Grønttorvet til Rigsdagen i Fredericiagade. Ifølge Solidaritet deltog 35.000-40.000 i denne demonstration, og selvom dette tal muligvis er overdrevet, har demonstrationen utvivlsomt været stor.

## Direkte aktion
Den direkte aktionsform var en del af arrangørenes anarkistiske og syndikalistiske ideologi. Direkte aktion betyder, at arbejderne skal handle på egne vegne, uden repræsentation. Udover at syndikalisterne anså den direkte aktion som den mest effektive måde at opnå resultater på, lå der også et andet revolutionært perspektiv i princippet. Gennem den direkte aktion ville arbejderne nemlig opnå de erfaringer og det bevidsthedsniveau, som skulle muliggøre den sociale revolution. På den måde var den økonomiske kamp gennem den direkte aktion med til at modne arbejderklassen og introducere de principper, der i sidste ende skulle anvendes til at afskaffe kapitalismen og indføre socialismen. Den direkte aktion kunne gennemføres med forskellige våben: 1) Den pludselige strejke, som er en velforberedt men uvarslet arbejdsnedlæggelse, der kan ramme arbejdsgiverne på et tidspunkt, hvor de er særligt sårbare og på en måde, hvor de ikke har lejlighed til at forberede sig. 2) Obstruktion, som i korte træk handler om at arbejde efter reglerne i et nedsat tempo, for derved at kunne gennemtvinge en lønforhøjelse. 3) Sabotage, som ikke betyder, at maskiner eller andet bliver ødelagt, men blot at enkelte dele fjernes midlertidigt, således at maskinerne ikke virker og produktionen går i stå. Sabotagen kan også bestå i at fråse med de bedste materialer og være meget langsom og grundig i arbejdet, eller ved at sløse, således at produkterne bliver så dårlige, at de ikke kan sælges. 4) Solidarisk boykot, som handler om, at alle arbejdere undlader at købe produkter fra en bestemt arbejdsgiver, der er i konflikt. 5) Sympatistrejke, som handler om, at arbejdere indenfor de fag eller industrier, der grænser op til et konfliktramt område, går i strejke, eller at det arbejde, som går fra en strejkeramt virksomhed til andre virksomheder, også bliver strejkeramt. Ved siden af den almindelige sympatistrejke opererede syndikalisterne også med den udvidede sympatistrejke, som er et modsvar til den udvidede lockout og minder meget om generalstrejken. Den udvidede sympatistrejke har til formål at lamme kapitalismen indenfor et helt område for derved at tvinge arbejdsgiverne til forhandlinger eller for derfra at udvide strejken til en social generalstrejke. 6) Den sociale generalstrejke, er syndikalismens ultimative våben, hvis formål er at afmontere kapitalismen og erobre produktionsmidlerne.

## Reaktioner og videre forløb
Stormen på Børsen gjorde stort indtryk i samtiden og særligt borgerlige politikere og medier tog afstand fra de revolutionære. Illustreret Tidende sammenlignede stormen med den Røde Hærs hærgen og plyndringer i den finske borgerkrig, som var på sit højeste, og tilføjede: "Paa 259 Aars dagen for Stormen paa København oplevede vi danske Stormen paa Børsen. Det er i Sandhed paa Tide, at Borgersindet atter vaagner."
Efter stormen på Børsen dannede syndikalisterne De Arbejdsløses Organisation (D.A.O.) som fik stor tilslutning. Syndikalisternes kamp for de arbejdsløses vilkår og rettigheder kulminerede i november 1918. Syndikalisterne havde den 10. november indkaldt til protestmøde på Grønttorvet, der samlede 50.000 deltagere, og igen den 13. november, hvor 30.000-40.000 deltog. Mødet den 13. november udviklede sig til voldsomme sammenstød, da politiet efter mødets afslutning gik til angreb, og dette gentog sig den 14. november, hvor en stor gruppe demonstranter igen forsamlede sig på Grønttorvet. Disse kampe blev siden kendt som "slagene på Grønttorvet".
I årene efter Stormen på Børsen fik den syndikalistiske bevægelse voksende tilslutning. Hvis man ser på situationen i årene 1917-19, var de danske syndikalister præget af stor optimisme og en tro på, at den russiske revolution havde indvarslet verdensrevolutionen, hvis realisation var i fuld gang i Tyskland, Finland, Ungarn og andre europæiske lande. På den hjemlige front havde den syndikalistiske bevægelse succes, og de syndikalistiske metoder gav synlige resultater. Syndikalisterne spillede en ikke uvæsentlig rolle i de mange vilde strejker, som var med til at hæve reallønningerne, de havde en stor del af æren for otte timers arbejdsdagen og oplevede et gennembrud i forhold til princippet om urafstemning i fagbevægelsen (en kamp som syndikalisterne vandt på trods af socialdemokratisk modstand). På dette tidspunkt var bevægelsen på sit højeste både hvad angår medlemstal og indflydelse. De danske syndikalister fik, på trods af bevægelsens medlemsmæssige lidenhed, en indflydelse, der langt oversteg, hvad deres størrelse berettigede dem til, og deres idéer og kampteknikker nåede langt ud over deres egen medlemsskare. Således kom syndikalismen til at spille en ikke uvæsentlig rolle i den for arbejderbevægelsen meget dramatiske og vigtige periode fra 1917 til 1921.
Den danske syndikalistbevægelses nedgang begyndte i 1921, hvor de politiske og økonomiske styrkeforhold var helt forandret ift. situationen i de foregående år; alle revolutionsforsøg i Europa var slået ned undtagen i Rusland, og de meget optimistiske forventninger til en snarlig forestående verdensrevolution var hastigt aftagende. På den hjemlige scene havde syndikalisterne heller ikke succes, idet arbejdsgiverne iværksatte en kraftig modoffensiv, som i løbet af 1920-21 forandrede styrkeforholdet på arbejdsmarkedet og påførte arbejderne nogle store nederlag, der gik særligt hårdt ud over syndikalisterne.

### Anarkismen i den danske arbejderbevægelse
I de turbulente og vigtige år omkring 1. verdenskrigs afslutning spillede anarkismen og syndikalismen en reel rolle i den danske arbejderbevægelse og kampen for de arbejdsløses vilkår, som Stormen på Børsen var et led i, var vigtig i forhold til den syndikalistiske bevægelses opsving. Efter den syndikalistiske bevægelses nederlag i løbet af 1920'erne genvandt denne ikke sin styrke igen.